# Achromoporus furcipes
Achromoporus furcipes är en mångfotingart som beskrevs av Loomis 1936. Achromoporus furcipes ingår i släktet Achromoporus och familjen Chelodesmidae. Inga underarter finns listade i Catalogue of Life.